# 우아한잎가락도마뱀붙이
그레이스풀 리프토 게코(graceful lead-toed gecko)라 불리는 우아한잎가락도마뱀붙이(Hemidactylus gracilis)는 인도에 서식하는 소형 도마뱀붙이류의 일종이다. 모식지는 오늘날에는 암라바티(Enhanced VOB)에 속해있는, 영국령 인도의 베라르 지방이다.

## 형태
머리는 좁고 길며, 주둥이는 눈과 귓구멍 사이의 거리보다 조금 길다. 이마는 아래로 들어가있지 않고, 귓구멍은 작고 둥글다. 몸과 다리는 가늘다.
주둥이는 주름진 사각형 비늘로, 뒤통수는 작고 볼록한 비늘로 덮여있다.
몸뚱이의 윗부분은 거칠고 볼록한 비늘과, 고르지 못한 열세 줄의 타원형, 삼각뿔형, 크게 용골진(keeled) 형태의 결절로 덮여있다.
꼬리는 둥글지만 밑부분이 살짝 쳐져있다가 끝부분에 가까워질수록 그러한 경향이 없어지며, 끝으로 갈수록 가늘어지고, 겉에 결절이 없다. 윗부분은 회색을 띄며, 사각형에 가까운 검은색 점들이 종방향의 줄을 이룬다. 머리 옆면에는 테두리가 흰 검은 무늬가 눈을 가로질러 나있다; 밑부분은 희며, 종방향의 회색 줄무늬들이 나있기도 하다.
모식지는 영국령 인도 당시 베라르(Berar)지방 남동부, 라이푸르(Reipur)지방, 센트럴프로빈스(Central Provinces)지방이다.

## 참고 자료
- Annandale, Nelson 1912 Zoological results of the Abor Expedition, 1911-1912. Rec. Indian Mus., Calcutta, 8 (1): 7-59 [Reptilia, pages 37–59] (supplement in same journal, 8 (4): 357-358, 1914).
- Blanford, W.T. 1870 Notes on some Reptilia and Amphibia from Central India. J. Asiat. Soc. Bengal 39: 335-376